# Moorgebiet Kranika
Das Moorgebiet Kranika ist ein Naturschutzgebiet in den schleswig-holsteinischen Gemeinden Lütjensee und Grönwohld im Kreis Stormarn.
Das rund 96 Hektar große Naturschutzgebiet ist mit der Nummer 131 in das Verzeichnis der Naturschutzgebiete des Ministeriums für Landwirtschaft, Umwelt und ländliche Räume eingetragen. Es wurde Ende 1993 ausgewiesen (Datum der Verordnung: 16. Dezember 1993). Das Naturschutzgebiet ist praktisch deckungsgleich mit dem FFH-Gebiet „NSG Kranika“ und vollständig von den Landschaftsschutzgebieten „Lütjensee“ und „Grönwohld“ umgeben. Zuständige untere Naturschutzbehörde ist der Kreis Stormarn. Der Name des Naturschutzgebiets geht auf eine kleine Hofstelle („Kranich-Kate“) zurück, die sich früher in dem Gebiet befand.
Das Naturschutzgebiet liegt nordöstlich von Hamburg. Es stellt einen in einer Endmoränenlandschaft liegenden, vermoorten Talraum zwischen dem Lütjensee und der Bundesstraße 404 unter Schutz. Die an den Talraum angrenzenden Waldflächen sowie landwirtschaftlichen Nutzflächen sind in das Naturschutzgebiet eingezogen.
Der Talraum ist in der Weichsel-Kaltzeit entstanden. Der Niederungsbereich war bis um den Beginn des 18. Jahrhunderts Teil des Lütjensees. Zum Betrieb von Mühlen wurde der Wasserspiegel des Sees abgesenkt, die Niederung fiel trocken. Die entstandenen Wiesen wurden bis 1962 als Streuwiesen genutzt. Da sich die Bewirtschaftung nicht mehr lohnte, fielen sie bis 1985 schrittweise brach.
Der Talraum wird von Mooren und Feuchtgebieten mit Niedermoorbrachen, Seggenriedern, Erlenbruchwald, dem teilabgetorften Grönwohlder Moor im Osten mit Birkenmoorwald, Hochmoorheiden und regenerierenden Torfstichen sowie Magerwiesen und Grünlandsukzessionsflächen eingenommen. 
Das Naturschutzgebiet ist Lebensraum für zahlreiche an die überwiegend feuchten bis nassen Standortverhältnisse angepasste Lebewesen. So kommen hier Blutweiderich, Geflecktes und Breitblättriges Knabenkraut, Natternzunge und Fieberklee sowie Wiesen-, Schnabel-, Faden- und Hirsesegge, Spitzblütige Binse und Schmalblättriges Wollgras aber auch Nelkenwurz, Waldengelwurz und Kohldistel vor. In den erhaltenen Hochmoorbereichen kommen Torfmoose, Rundblättriger Sonnentau und Sumpfporst vor. Auch Pfeifengraswiesen sind zu finden. Die Tierwelt ist z. B. mit Amphibien wie dem Moorfrosch, Reptilien wie der Ringelnatter und der Kreuzotter und verschiedenen Libellen vertreten. Die offenen Bereiche sind u. a. Lebensraum für Wachtelkönig, Bekassine und Braunkehlchen. 
Die auf den Moränen stockenden Waldflächen werden überwiegend von naturnahen Buchenwäldern gebildet.
Das Moorgebiet Kranika entwässert über die begradigte und zentral durch den Talraum zum Lütjensee verlaufende Riepsau. Im Norden, Westen und Süden verlaufen Wanderwege am Rand des Naturschutzgebietes. Es ist allerdings nicht möglich, das Gebiet zu umrunden, da im Osten die Bundesstraße 404 den Weg versperrt. Im Bereich des im Süden des Naturschutzgebietes liegenden Waldgebietes verlaufen auch einige Wege durch dieses. An mehreren Stellen befinden sich Informationstafeln.